# Plattenkogel Xpress II
De Plattenkogel Xpress II is een zes persoons stoeltjeslift gebouwd door de twee bedrijven Girak en Garaventa in 2002 voor de Zillertal Arena. De kabelbaan wordt beheerd door de bergbahnen van Königsleiten.

## Prestaties
De capaciteit van de kabelbaan ligt op 2400 personen per uur. Dat betekent dat er in één uur zo'n 400 stoeltjes voorbij komen. De snelheid van de kabel ligt op 5 meter per seconde. De kabelbaan wordt dan in 6.6 minuten afgelegd. De stoeltjes zijn ook uitgevoerd met een zogenaamde 'bubble' die de passagiers tegen wind en sneeuwstormen moeten beschermen.